# SD-18 (Schiffstyp)
Der SD-18 ist ein Stückgutschiffstyp, von dem auf der Werft Austin & Pickersgill in Southwick, Großbritannien 1980/81 drei Schiffe gebaut wurde. Die Bezeichnung SD-18 steht dabei für Shelter-Decker 18.000 Tonnen.

## Einzelheiten
1980/81 baute die Werft Austin & Pickersgill in Sunderland drei Stückgutschiffe des Typs SD-18 für die Reederei Pakistan National Shipping Company in Karachi. Der Schiffstyp war eine Weiterentwicklung des äußerst erfolgreichen Liberty-Ersatzschiffstyps SD-14. Vor dem Hintergrund der veränderten Marktbedingungen im Zuge der weltweiten Containerisierung konnte die Werft aber keine weiteren Einheiten des Typs absetzen. Alle drei Schiffe blieben für ihre komplette Dienstzeit im Besitz der Pakistan National Shipping Company. Die Murree sank 1989 bei Schlechtwetter infolge  verrutschter Containerladung  im Ärmelkanal, die beiden anderen Schiffe, Kaghan und Ayubia wurden 2001 und 2004 in Gadani abgebrochen.
Die SD-18-Schiffe hatten achtern über der Maschinenanlage angeordnete Aufbauten und vier Laderäume mit einem Rauminhalt von 24.345 m³ (Schüttgut). Der vordere Laderaum hatte eine Luke mit McGregor-Single-Pull-Lukendeckel, die hinteren drei Laderäume besaßen Doppelluken, die ebenfalls mit McGregor-Single-Pull-Lukendeckeln verschlossen wurden. Als eigenes Ladegeschirr standen sechs Ladebäume zur Verfügung, zwei mit 35 Tonnen Kapazität und vier zu je 25 Tonnen.
Als Antrieb diente ein in Sulzerlizenz von Hawthorn-Clark, Newcastle hergestellter Sechszylinder-Zweitakt-Dieselmotor vom Typ Sulzer RND68M, der direkt auf den Festpropeller wirkte. Der Motor hatte eine Leistung von 8700 Kilowatt und erlaubte eine Geschwindigkeit von 15,2 Knoten. Ende der 1980er Jahre erhielt die Ayubia einen neuen Motor desselben Typs, der von Hitchi Zosen gebaut worden war. Die Bordenergie wurde durch drei Hilfsdiesel mit jeweils 450 kVA bereitgestellt. Ein Bugstrahlruder stand nicht zur Verfügung.

## Die Schiffe
| Murree | 1407 | 8000161 | April 1981 | Am 28. Oktober 1989 in einem schweren Sturm im Ärmelkanal, 22 Seemeilen südöstlich von Start Point gesunken |
| Kaghan | 1408 | 8000173 | Juli 1981  | Abbruch ab 20. Januar 2004 in Gadani                                                                        |
| Ayubia | 1409 | 8000185 | 1981       | Abbruch ab Oktober 2001 in Gadani                                                                           |